# Obviativ
Unter dem Begriff Obviativ (lat. obvius ‚entgegenkommend‘) versteht man in der Sprachwissenschaft eine grammatische Kategorie des Nomens. Im Deutschen wird etwa der Kasus am Nomen (Nominativ der Mann, Genitiv des Mann-es) und der Numerus (Singular Frau, Plural Frau-en) markiert. Das heißt, das Deutsche verfügt über Kasus und Numerus als grammatische Kategorien des Nomens. In Sprachen mit einem Obviationssystem gibt es zwei Kategorien, die am Nomen markiert werden, die man als Proximat und Obviativ bezeichnet. In manchen Sprachen markiert man auch nur den Obviativ, der Proximat bleibt dagegen unmarkiert (so wie der Nominativ oder der Singular im Deutschen keine eigene Markierungen bekommen).
Zu den Sprachen, die eine Obviativ-Markierung kennen, gehören die Algonkin-Sprachen. In diesen Sprachen (z. B. im Blackfoot) werden also Nomen entweder als proximat oder als obviativ durch eine Wortendung markiert. Ein Nomen, das als proximat markiert wurde, gilt als im Diskurs wichtiger und als perspektivisches Zentrum einer Erzählung. Außerdem helfen die Markierungen dabei, in einem Diskurs zu verstehen, welche Referenten gemeint sind. 
Es gilt zu beachten, dass grammatische Kategorien des Nomens auch Auswirkungen über die Nomen selbst haben. Im Deutschen muss das Verb beispielsweise mit dem Numerus des Subjekts übereinstimmen (Die Katze trinkt Milch versus Die Katzen trinken Milch). Das gleiche Phänomen ist in Sprachen mit Obviationssystem zu beobachten. So werden im Blackfoot nicht nur die Nomen für Obviation markiert, sondern die Verben mit dieser Markierung übereinstimmen.